# Río Jerea

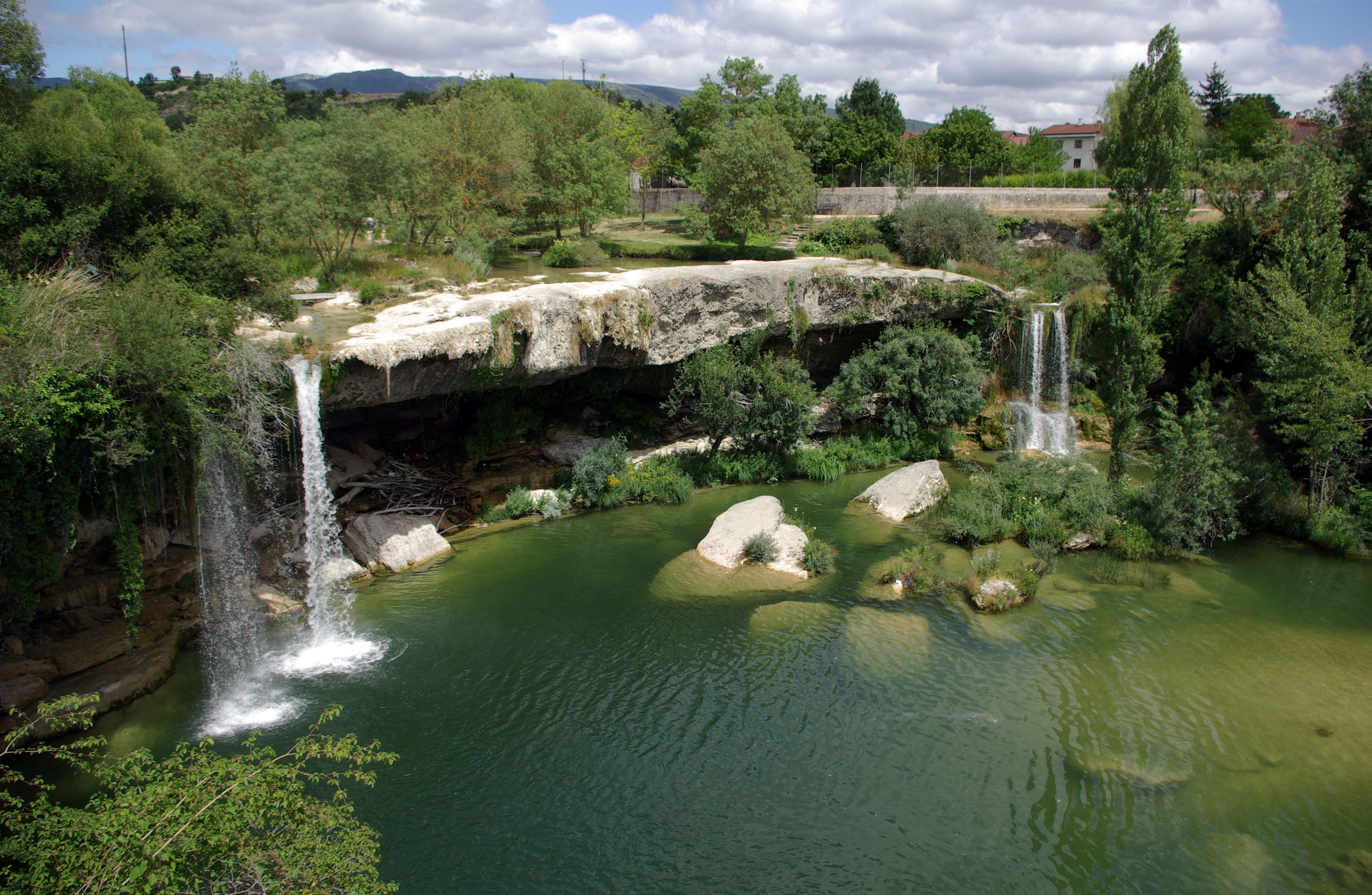
Cascada del río Jerea en Pedrosa de Tobalina.

El río Jerea, también conocido como Losa, es un afluente del Ebro que nace junto a la localidad de Relloso, en la Sierra Carbonilla, en la línea divisoria entre las cuencas mediterrénea y atlántica. Nace encima del Puerto Angulo en la divisoria entre los valle de Mena y Losa. 
Atraviesa los valles de Losa y Tobalina y desemboca a la izquierda del río Ebro en la localidad de Palazuelos de Cuesta-Urría, todo ello en la comarca burgalesa de Las Merindades, y recorre lugares de gran interés paisajístico y cultural siendo su punto más conocido el salto de El Peñón entre las localidades de Pedrosa de Tobalina y La Orden. 
- Datos: Q6545051
- Multimedia: Jerea River / Q6545051